# Linz gegen Rechts
Linz gegen Rechts ist ein breites antifaschistisches und demokratisches Bündnis von mehr als 60 Organisation in der Stadt Linz in Österreich.
Linz gegen Rechts versteht sich als Zusammenschluss von demokratischen und antifaschistischen Organisationen, Vereinen, Parteien und Einzelpersönlichkeiten, die es sich gegen Rechtsextremismus und Neofaschismus, Rassismus, Fremdenfeindlichkeit und Antisemitismus wenden. Das Bündnis lehnt aber auch alle Formen von Sexismus und Homophobie ab.
Der unmittelbare Anlass zur Gründung des Bündnisses Linz gegen Rechts im Oktober 2013 war es, den Protest gegen den jährlich stattfindenden Ball der deutschnationalen Burschenschaften im Palais des Kaufmännischen Vereins in Linz zu organisieren. Am 8. Januar 2014 beteiligten sich an dem Protest laut Polizei 700 und laut Veranstalter 2.000 Personen. Am 10. Januar 2015 protestierten gegen den Burschenschaftsball etwa 500 bis 700 laut Polizei und 2.200 Personen laut Veranstalter.
Den angekündigten „Spaziergang“ von 150 Pegida-Anhängern am 8. Februar 2015 in Linz blockierten Gegendemonstranten. Die vom Bündnis gegen Rechts organisierte Gegendemonstration mobilisierte laut Polizei 1.600 bis 1.800, laut Veranstaltern 3.200 Teilnehmer. Gegen 100 Pegida-Anhänger demonstrierten am 21. Februar 1.800 Menschen in Linz. Zu der Gegendemonstration hatte das Bündnis Linz gegen Rechts aufgerufen.
Linz gegen Rechts hat mit 1.800 Teilnehmern gegen den am 29. Oktober 2016 in den Redoutensälen im Landestheater Linz stattfindenden Kongress Verteidiger Europas des Europäischen Forums Linz – angemeldet durch die Burschenschaft Arminia Czernowitz – demonstriert.
Linz gegen Rechts kündigte wiederum eine Gegendemonstration – mit 500 Teilnehmern – an, wenn der Kongress Verteidiger Europas am 3. März 2018 im Wasserschloss Aistersheim stattfinden wird.